# Pat Kirtley

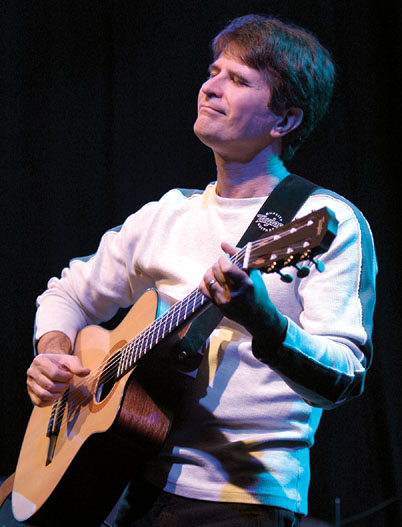
Pat Kirtley

Pat Kirtley (* 1952 in Kentucky) ist ein US-amerikanischer Fingerstyle-Gitarrist, Komponist und Gitarrenpädagoge.

## Leben
Pat Kirtley wuchs in Kentucky in einer musikalischen Familie auf. Er lernte schon als Kind Gitarre unter dem Einfluss von Country- und Bluegrass-Musik, die in der Familie seiner Mutter viel gehört wurde. Dazu traten Einflüsse aus der klassischen Musik, welche in der Familie seines Vaters einen hohen Stellenwert hatte. 1966 nahm Kirtley seine erste, nicht veröffentlichte Eigenkomposition unter der Verwendung von Loop–Techniken auf. Zunächst arbeitete Kirtley nicht als Musiker, sondern 12 Jahre lang als Toningenieur in Tonstudios. In dieser Zeit begann er mit der Aufnahme eigenkomponierter Gitarrenstücke, die jedoch nicht veröffentlicht wurden.
1992 nahm er das erste Mal am Gitarrenwettbewerb des Walnut Valley Festivals in Winfield, Kansas teil. 1994 gewann er den „National Thumbpicking Contest“ in Mountain View, Arkansas. Im selben Jahr erschien seine erste, viel beachtete CD Kentucky Guitar. 1995 gewann er den unter amerikanischen Gitarristen begehrten Titel des „National Fingerstyle Guitar Champion“ beim Gitarrenwettbewerb des Walnut Valley Festivals.
In den folgenden Jahren veröffentlichte Kirtley zwei weitere Alben, Irish Guitar von 1997 und Rural Life von 1998. Beide CDs beinhalten überwiegend eigene Kompositionen für Sologitarre. Zunehmend nahm Kirtley neben Solostücken auch Stücke im Zusammenspiel mit anderen Musikern auf, so auf der 2000 erschienenen CD Just Listen. Diese Tendenz setzte sich auf Brazilian Guitar aus dem Jahr 2002 noch weiter fort, sie ist mehr Jazz–, Latin- und Pop-orientiert und mit größerer Besetzung aufgenommen. Hier spielt Pat Kirtley anstatt der sonst für ihn typischen Stahlsaitengitarre überwiegend eine Gitarre mit Nylonsaiten. Als Mitmusiker wirkte er seit 1999 auf den CDs anderer Künstler als Begleitgitarrist mit.
Kirtley ist heute viel unterwegs, gibt Konzerte, veranstaltet Gitarren-Workshops und Seminare, produziert Videos und ist ständig mit Aufnahmen für verschiedene Projekte beschäftigt. Er ist Co–Autor eines Buches über Homerecording. Darüber hinaus schreibt er Artikel für verschiedene Gitarrenmagazine über sein Gitarrespiel sowie über Aufnahmetechnik und andere Gitarrenthemen, so in den englischsprachigen Zeitschriften Onstage, Electronic Musician, Home Recording, Wood & Steel sowie in der deutschen Zeitschrift Akustik Gitarre. Er vertritt seit 1996 die amerikanische Gitarrenfirma Taylor in seinen Workshops und Demonstrationen in Gitarrengeschäften. Er ist ein anerkannter und erfahrener Lehrer und beschäftigt sich neben Kompositions- und Spieltechniken auch mit übergreifenden Themen wie der künstlerischen Einstellung, der Entwicklung guter Übungsgewohnheiten und -techniken sowie der Angst vor Auftritten und verwandten Themen.
Pat Kirtley lebt in Bardstown, Kentucky.

## Spielweise und musikalische Einflüsse
Kirtleys musikalische Einflüsse sind sehr verschiedenartig. Er nennt unter anderem Chet Atkins, Jerry Reed, Les Paul, Doc Watson, Antonín Dvořák, Johann Sebastian Bach, Edgar Varèse, Antônio Carlos Jobim, Dmitri Schostakowitsch, Igor Strawinski, John Cage, Harry Partch, Wendy Carlos, Jimi Hendrix, Bernard Herrmann, Dave Brubeck, Frank Zappa, David Crosby, Wes Montgomery und Keith Jarrett.
Anfänglich sehr stark von Countrymusik und Bluegrass beeinflusst, wandte er sich Ende der 80er irisch-keltisch inspirierter Musik zu und begann, neben anderen offenen Stimmungen die DADGAD–Stimmung zu erkunden, indem er Musik für Irish Fiddle und Airs für Gitarre arrangierte. Darüber hinaus unternahm er Ausflüge in die brasilianische Musik. Sein Gesamtrepertoire entzieht sich jeder einfachen Kategorisierung. Seine Kompositionen verweben Einflüsse aus Folk und Pop, keltischer Musik und Country, die er mit Spielwitz und Überlegung auf die Gitarre überträgt. Seine Auftritte hinterlassen aufgrund seiner humorvollen Art und seiner klaren, ausdrucksvollen Spielweise einen tiefen Eindruck.
Da er aus Kentucky stammt, ist er stark von der dort entstandenen „Fingerpicker“ oder „Thumbpicker“ – Tradition des Gitarrenspiels im Stil von Chet Atkins, Merle Travis und Doc Watson beeinflusst. Die „Thumbpicker“ – Tradition benutzt eine Technik, bei der der Daumen meist einen regelmäßigen und rhythmisch treibenden Wechselbass spielt, während die anderen Finger die Melodie spielen, die oft synkopisch ausgeführt wird und damit eine swingende Spannung zum regelmäßigen Wechselbass erzeugt. Zusätzlich setzt er oft im Stil eines  Banjospielers mit leichter Hand ausgeführte Auf- und Abschläge über alle oder einzelne Saiten im Wechsel mit dem Daumenanschlag ein (Frailing). Kirtley spielt diese Techniken immer mit plastikverstärkten Fingernägeln und einem Daumenpick.
Er nutzt seine Wechselbass–Technik auf raffinierte Weise so aus, dass der Wechselbass immer wieder einige Noten des Themas aufgreift. Der Einsatz von Kombinationen aus Tönen von offenen und gegriffenen Saiten gibt den ihm charakteristischen Melodieläufen einen typischen Klang. Die Läufe setzt er oft als Intro am Anfang und am Ende seiner Stücke sowie in vermittelnden Passagen ein. Seine Stücke sind meist kurz und sehr klar strukturiert. Sie umspannen oft drei Chorusse; das Thema wird im zweiten und dritten Chorus variiert und die Hauptmelodie wird am Schluss noch einmal aufgenommen. Pat Kirtley legt großen Wert auf die Technik der rechten Hand, den Ausdruck der Melodie und auf den gesamten künstlerischen Ausdruck.

## Gitarren und technische Ausrüstung
unter Verwendung von und 
Pat Kirtley benutzt auf seinen CDs und in Konzerten folgende Gitarren:
- Martin J-40
- Martin MC-28
- Taylor 710CE
- Taylor 514-C
- Kirk Sand Elektroakustik
- Godin Multiac MIDI Gitarre

Seine bevorzugten Saiten sind solche der Marke D'Addario Flat Top Phosphor-Bronze J-17 in der Stärke .012 bis .054 Zoll.
Er benutzt einen magnetischen DiMarzio-Schalloch–Tonabnehmer für seine Taylor sowie in den anderen Gitarren unter anderem Fishman Tonabnehmer. Während seiner Auftritte mischt er den Klang der Tonabnehmer mit dem eines guten Kondensatormikrofons. Als Effekte nutzt er ein Alesis Nanoverb Hallgerät sowie ein Baggs-ParaAcoustic-Digital– Interface mit einem 5-Kanal-parametrischen-Equalizer.
Kirtley verwendet im Studio neben den Tonabnehmern zwei oder drei Mikrofone sowie verschiedene Effekte. Seine Ausrüstung umfasst neben der Godin-Multiac-MIDI-Gitarre einen Roland GR-9 Synthesizer, einen Lexicon Jamman sowie Lexicon Vortex, Alesis und Lexicon-Hallgeräte, welche er über ein Mackie-Mischpult abmischt. Die weitere Bearbeitung geschieht mittels Audioeditor–Software, verschiedene digitale Aufnahmegeräte sowie analoge Bandgeräte.

## Diskografie
Unter Verwendung von 
- 1994 Kentucky Guitar (Mainstring Music)
- 1997 Irish Guitar (Mainstring Music)
- 1998 Rural Life (Mainstring Music)
- 2000 Just Listen (Mainstring Music)
- 2002 Brazilian Guitar (Mainstring Music)

### Kollaborationen, Gastauftritte
- 1999 Before My Time, Todd Hallawell (Soundset)
- 2001 Wanted! Jesse James Alias: Steve Rector, Steve Rector (Hound Sound Music)
- 2004 Exotic America, Andy Robinson (Brontosaurus Records)
- 2005 Contrast, mit Pauly Zarb (Pauly Zarb and Pat Kirtley)

### Kompilationen
- 1996 Guitar Fingerstyle: A Narada Collection (Narada)
- 1997 Dance of the Celts: A Narada Collection (Narada)
- 1997 Masters of Acoustic Guitar (Narada)
- 1998 Celtic Fingerstyle Guitar V. 1: The Blarney Pilgrim (Rounder Records ROUN3157)
- 1998 Celtic Fingerstyle Guitar V. 2: Ramble to Cashel (Rounder Records ROUN3156)
- 1998 Acoustic Guitar Highlights, Vol. 2 (Solid Air)
- 2001 Guitar Fingerstyle 2: A Narada Collection (Narada)

### Video, DVD
- 1998 The Blarney Pilgrim (vestapol 13063dvd)
- 1998 Ramble to Cashel (vestapol 13029dvd)
- 2004 Nine Pound Hammer: Guitar Styles of Western Kentucky (vestapol 13081dvd)
- 2004 Introduction to Thumbstyle Guitar (Mel Bay Productions GW301DVD)
- 2005 Introduction To Alternate Tunings (Mel Bay Productions GW302DVD)
- 2005 Introduction To Celtic Fingerstyle Guitar (Mel Bay Productions GW303DVD)

### Noten, Bücher
- 1999 Acoustic Guitar Artist Songbook, Vol. 1.  String Letter Publishing, ISBN 978-1-890490-03-4
- 2000 Kentucky Guitar. Mel Bay Productions 97331D, ISBN 0-7866-4992-5
- 2000 Master Anthology of Fingerstyle Guitar Solos Vol.1. Mel Bay Productions 98370BCD, ISBN 978-0-7866-5290-7
- 2003 Irish Guitar: Celtic Guitar Solos. Mel Bay Productions 97332, ISBN 978-0-7866-7051-2
- 2006 Home Recording Studio Basics. Mike Levine, David Darlington, Pat Kirtley, Rusty Cutchin (Cherry Lane Music). ISBN 978-1-57560-563-0